# برايان كلاس
برايان كلاس (بالإنجليزية: Brian Klaas)‏ هو عالم سياسة أمريكي، ولد في 29 يونيو 1986 في غولدن فالي في الولايات المتحدة.

## روابط خارجية
- برايان كلاس على موقع IMDb (الإنجليزية)
- برايان كلاس على موقع ميوزك برينز (الإنجليزية)